# Le Vitrail diabolique
Pour plus de détails, voir Fiche technique et Distribution.
Le Vitrail diabolique est un film muet de Georges Méliès sorti en 1910.

## Fiche technique
- Réalisateur et producteur : Georges Méliès
- Cadre : Georgette Méliès
- Sociétés de production :  Star Film
- Sociétés de distribution : Pathé Frères et Star Film
- Format : Muet - Noir et blanc - 1,33:1 - 35 mm
- Pays d'origine : France
- Durée : 7 minutes
- Année de sortie : 1910

## Annexe